# Lomaspilis diluta
Lomaspilis diluta là một loài bướm đêm trong họ Geometridae.